# جمعية مرشدات بروناي دار السلام
جمعية مرشدات بروناي دار السلام هي المنظمة الإرشادية في بروناي . تأسست المنظمة في عام 1951، وأصبحت عضوا كامل العضوية في الرابطة العالمية للمرشدات وفتيات الكشافة في عام 1996. جمعية مرشدات بروناي دار السلام هي منظمة للبنات فقط وتضم 1,760 عضوة (اعتبارا من عام 2012).